# ۲ آذر
۲ آذر/قوس دویست و چهل و هشتمین روز سال در گاه‌شماری خورشیدی است. به پایان سال ۱۱۷ روز (۱۱۸ روز در سال کبیسه) باقی‌است.

## رویدادها
- ۱۳۶۱ - رقابت ۲ آذر ۱۳۶۱ تیم ملی فوتبال ایران با تیم ملی فوتبال کره جنوبی در بازی‌های آسیایی ۱۹۸۲
- ۱۴۰۰ _ انتقال پایانی آرمان عبدالعالی ؛ دوست و عامل جنایت قتل غزاله شکور به قرنطینه زندان انفرادی پس از تعویق های مکرر برای اجرای حکم قصاص

## زادروزها
- ۱۰۶۷ - نادرشاه، پایه‌گذار دودمان افشاری
- ۱۳۰۴ - عزیزالله جوینی، نسخه‌شناس
- ۱۳۰۵ - پرویز شهریاری، ریاضی‌دان
- ۱۳۰۸ - ویگن، خواننده و بازیگر
- ۱۳۱۲ - علی شریعتی، نویسنده و جامعه‌شناس
- ۱۳۳۹ - هما خاکپاش، بازیگر
- ۱۳۵۶ - حمید گودرزی، بازیگر
- ۱۳۵۹ - هومن جعفری، خواننده
- ۱۳۷۸ - مهدی لیموچی، بازیکن فوتبال
- ١٣۶١- سامی بیگی، خواننده

## درگذشتگان
- ۱۳۰۵ - درویش‌خان، موسیقی‌دان
- ۱۳۶۴ - غلامحسین ساعدی، نویسنده
- ۱۳۹۵ - سلیم مؤذن‌زاده اردبیلی، مداح
- ۱۳۹۹ - چنگیز جلیلوند، دوبلور
- ۱۴۰۱ - علی کوچک‌زاده، هفتمین فرمانده ژاندارمری ایران پس از انقلاب ۱۳۵۷
- ۱۴۰۲ - میلاد زهره‌وند، از بازداشت‌شدگان خیزش ۱۴۰۱ ایران